# A Guy Is a Guy
A Guy Is a Guy is een lied geschreven door Oscar Brand in 1952.

## Achtergrond
Hij baseerde het lied op het Britse lied I went to the alehouse (A knave is a knave). Dat lied kreeg enige bekendheid in de Tweede Wereldoorlog onder de titel A gob is a slob. Brand herschreef de tekst gedeeltelijk en bracht het uit onder A Guy Is a Guy. In het lied zijn fragmenten te horen uit Richard Wagners Lohengrin en uit Felix Mendelssohns A midsummer night’s dream.

## Opnamen
Direct na het verschijnen van de uitgave namen diverse artiesten het op. Er zijn opnamen bekend van Doris Day, Ella Fitzgerald, Betty Clooney, Peggy Taylor en Dorothy Lee. Mickey Katz nam het op onder de titel A schmo is a schmo, Yvette Giraud onder Un homme est un homme. Later volgde nog Diana Trask.
De versie van Doris Day werd een van de best verkochte singles van 1952.

### NPO Radio 2 Top 2000
A guy is a guy stond alleen in 1999 in de NPO Radio 2 Top 2000, op plek 1751.